# Даремський собор
Даремський собор Христа, Діви Марії та св. Катберта (англ. Durham Cathedral, повна назва Cathedral Church of Christ, Blessed Mary the Virgin and St Cuthbert of Durham) — собор у Даремі, закладений 1093 року. Собор є першою у Великій Британії пам'яткою архітектури, що разом із сусіднім Даремським замком) потрапила до списку об'єктів Світової спадщини Юнеско. Собор є прикладом норманського варіанту романського стилю.

## Історія

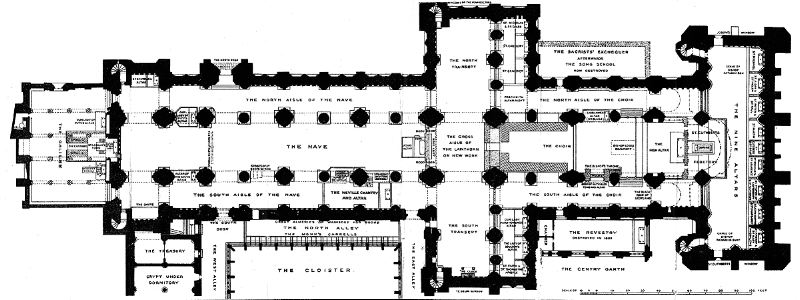
План собору

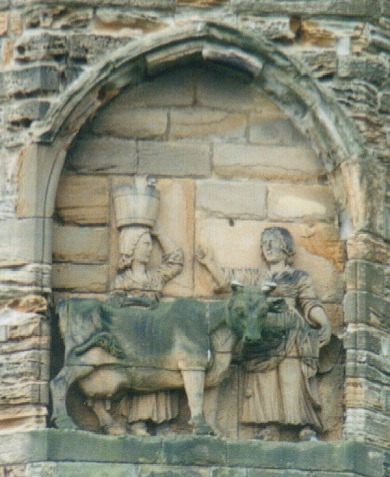
Сцена з оздоблення собору, що відтворює легенду заснування Дарема

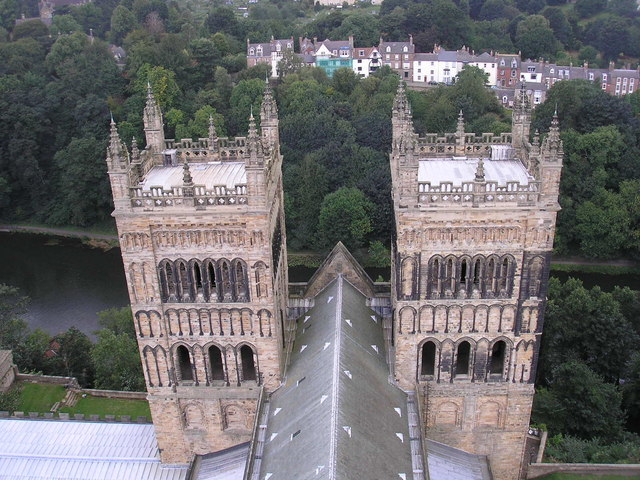
Даремський собор

На місці собору існував храм з англо-саксонських часів, від якого залишилися тільки фрагменти фундаменту. Теперішній собор у Даремі, що знаходиться неподалік від кордону з Шотландією, було закладено 10 серпня 1093 року за рішенням першого Даремського єпископа, Вільгельма де Сен-Кале. Його розташування на вершині скелі та потужні стіни були покликані виконувати радше оборонну, ніж естетичну функцію. Будівництво закінчив наступник Вільгельма, єпископ Ранульф Фламбард. Після освячення собору в нього перенесли головні святині Дарема — мощі Катберта Ліндісфарнського та Освальда Нортумбрійського.
У XII столітті до храму було прибудовано готичну капелу Діви Марії, в якій поміщено мощі хроніста Беди Преподобного та кардинала Томаса Ленглі (1363–1437). 1220 року до собору добудували західні вежі, зведені в стилі ранньої готики. Тоді ж таки Західний фасад був оздоблений великим вітражем. Під час Англійської реформації пишні гробниці святих було знищено, а бенедиктинських ченців розпущено по домівках. Олівер Кромвель ув'язнив у соборі шотландців, що потрапили до нього у полон у битві при Данбарі, багато з них поховано тут таки у братській могилі. Під час ув'язнення шотландці порубали дрова й попалили все дерев'яне оздоблення собору. У 1870–1876 роках собор було відреставровано.

## В кінематографі
Даремський собор разом з Глостерським був місцем зйомок сцен у Гоґвортсі перших двох фільмів про Гаррі Поттера. тут також знімали фільм Елізабет.